# 顔に書いた恋愛小説
「顔に書いた恋愛小説」（かおにかいたロマンス）は、1984年8月8日にリリースされた田原俊彦の19作目のシングル。

## 音楽性
- 3番の歌詞「時間よ止まれ」の直後に、メロディが一切流れない無音部分が約3秒間入っている。
- 当時の音楽番組で田原は、レコード音源よりも少しキーを高くして歌唱披露していた。

## リリース
1984年8月8日に、キャニオン・レコードのNAVレーベルから7インチレコードとして発売された。初回出荷のみ、ジャケットと同じ衣装の田原とデビュー5周年記念ロゴマークをあしらった折畳式ペンスタンドが付属。

## 収録曲
| 全作詞: 三浦徳子。 |                            |          |          |                      |
| #                  | タイトル                   | 作詞     | 作曲     | 編曲                 |
| 1.                 | 「顔に書いた恋愛小説」     | 三浦徳子 | 網倉一也 | 馬飼野康二・新田一郎 |
| 2.                 | 「ニューヨーク・スマイル」 | 三浦徳子 | 佐藤健   | 船山基紀             |